# Wellentinamu

Verbreitungsgebiet des Wellentinamus

Der Wellentinamu (Crypturellus undulatus), Syn. Tinamus undulatus ist eine Vogelart aus der Familie der Steißhühner (Tinamidae).
Der Vogel kommt im Amazonasbecken in Ecuador, Kolumbien, Brasilien und Peru in flussnahen Wäldern, Sekundärwald und Waldränder sowie zwischen August und März auf Flussinseln vor, auch in trockeneren tropischen und subtropischen Regionen im Süden und Südosten Südamerikas, jedoch nicht tiefer in Terra Firme.
Der Lebensraum umfasst tropische Wälder, trockene buschbestandene Flächen, Savanne, Serrado, Várzea, auch offene trockene Wälder.

## Merkmale
Die Art ist 25–32 cm groß und wiegt 462–569 (Männchen) beziehungsweise etwas 621 g (Weibchen), also ein mittelgroßer Tinamu mit ziemlich langem und an der Spitze gebogenem Schnabel. Die Kopfkappe ist ruß-schwarz, am hinteren Teil in Binden oder Flecken auf einem sand-braunen bis rötlichen Grund übergehend, das gefleckte Muster dehnt sich auf die Kopfseiten aus, um die Augen blasser, während die Ohrdecken oft grauer gefärbt sind. Nacken, Oberseite und Flügeloberseite sind etwas rötlich-brauner und dicht mit schwärzlich-braunen Binden gezeichnet, allerdings nur aus der Nähe erkennbar. Die Art ist das einfarbigst erscheinende Steißhuhn. Kinn und Kehle sind weiß, die Brust sieht blasser und einfarbiger aus als der Nacken, die übrige Unterseite ist gelbbraun mit breiten schwärzlichen Binden.
Die Kehle ist weiß, die Brust grau, die übrige Unterseite ist weiß bis cremefarben, Flanken und Unterschwanzdecken sind schwarz gebändert.
Die Iris ist dunkel rotbraun, kann dunkel erscheinen, oft auch blass. Der Schnabel ist schwärzlich und grau an der Basis, die Beine sind grau bis gelb-oliv.
Das Weibchen unterscheidet sich nicht, ist lediglich im Mittel etwas größer. Jungvögel tragen schwarze Flecken auf der Brust, den Seiten und den Flügeldecken.

## Geografische Variation
Es werden folgende Unterarten anerkannt
- C. u. undulatus (Temminck, 1815)[7], Nominatform, – Südostperu bis Nordargentinien
- C. u. manapiare Phelps & Phelps, Jr., 1952[8], – Südvenezuela (oberer Rio Ventuari), staubgrauere Kopfkappe
- C. u. simplex (Salvadori, 1895)[9], – Südwestguyana und angrenzend in Brasilien, insgesamt blasser und weniger Zeichnung, auch weniger kastanienbraun auf dem Rücken
- C. u. adspersus (Temminck, 1815)[10], – Brasilien südlich des Amazonas, Oberseite netzförmig gezeichnet, nicht gebändert
- C. u. yapura (Spix, 1825)[11], – Südostkolumbien bis Ostecuador, Ostperu und Nordwestbrasilien, durchgehend dunkler, stark abgesetzte weiße Kehle, rußig-schwarze Kopfkappe und Nacken, Oberseite braun mit dichter schwarzer Zeichnung, Brust mausgrau
- C. u. vermiculatus (Temminck, 1825)[12][A 1], – Ostbrasilien (südliches Maranhão bis Mato Grosso), Rücken netzförmig gezeichnet, weniger rötlich-braun, ähnelt C. u. adspersus, aber Nacken und Brust schlichter und ungebändert

## Stimme
Der Gesang wird als charakteristische Folge von 3–4 melodischen, eher tiefen Pfeiftönen, der letzte höher „whoooo….whoo-whoo?“ oder „com-pra pan?“ beschrieben. Typischer Ruf entlang des Amazonasflusses.

## Lebensweise
Die Art ist überwiegend ein Standvogel. Werden Flussinseln und Várzea überflutet, bewegt sie sich auf Terra Firme.
Die Nahrung besteht aus kleinen Früchten, Pflanzensamen und Insekten.
Die Brutzeit liegt zwischen Februar und Mai in Kolumbien. Das Gelege besteht aus 4–5 blass rosafarbenen oder aschgrauen Eiern, die über 17 Tage ausgebrütet werden.

## Etymologie und Forschungsgeschichte
Die Erstbeschreibung des Wellentinamu erfolgte 1815 durch Coenraad Jacob Temminck unter dem wissenschaftlichen Namen Tinamus undulatus. Als Verbreitungsgebiet gab er Brasilien und Paraguay an, basierend auf Ynambús del listado von Félix de Azara. 1914 führten Wyndham Wentworth Knatchbull-Hugessen, 3. Baron Brabourne und Charles Chubb die neue Gattung Crypturellus ein. Dieser Begriff ist der Diminutiv von Crypturus Illiger, 1811 für Tinamu und leitet sich aus κρυπτος kryptos für versteckt und ουρα oura für Schwanz ab. Der Artname undulatus hat seinen Ursprung in  lateinisch undulatus, unda ‚mit wellenförmigen Markierungen versehen, Welle‘. Manapiare bezieht sich auf den Río Manapiare, yapura auf den Rio Yapurá. Simplex stammt von lateinisch simplex ‚simpel, einfach‘ ab, adspersus von lateinisch aspersus, adspersus, aspergere ‚bestreuen, besprenkeln‘ und vermiculatus von lateinisch vermiculatus, vermiculus, vermis ‚wurmartig, mit gewundenen, wurmartigen Markierungen, kleiner Wurm, Wurm‘. Alfred Laubmann hatte für sein Werk Die Vögel von Paraguay vier Bälge, gesammelt von Eugen Josef Robert Schuhmacher (1906–1973) und Michael Mathias Kiefer (1902–1980) im Bergland des Río Apa bei San Luis de la Sierra im Departamento Concepción und Puerto Casado im Gran Chaco, zur Verfügung. In der Literatur fand er Nachweise für das Land in Sapucai durch Charles Chubb, in Mortero durch Claude Henry Baxter Grant, am Río Paraguay durch John Graham Kerr und im Departamento Central durch Arnaldo de Winkelried Bertoni. Laubmann folgte der Aufteilung der Unterarten nach Carl Eduard Hellmayr. Allerdings listete dieser noch Crypturus undulatus confusus Brabourne & Chubb, 1914, heute ein Synonym für C. u. adspersus. Nothocercus scolopax Bonaparte, 1856 sah Laubmann als nicht mehr aufrecht zu erhaltende Unterart aus Bolivien an.

## Gefährdungssituation
Der Bestand gilt als „nicht gefährdet“ (Least Concern).